# Vassalboro (Maine)
Vassalboro est une ville américaine située dans le Comté de Kennebec, dans le Maine. Selon le recensement de 2020, sa population est de 4 520 habitants.